# Іздебкі-Блажеє
Іздебкі-Блажеє (пол. Izdebki-Błażeje) — село в Польщі, у гміні Збучин Седлецького повіту Мазовецького воєводства.
Населення — 45 осіб (2011).
У 1975-1998 роках село належало до Седлецького воєводства.

## Демографія
Демографічна структура станом на 31 березня 2011 року:
|          | Загалом | Допрацездатний вік | Працездатний вік | Постпрацездатний вік |
| -------- | ------- | ------------------ | ---------------- | -------------------- |
| Чоловіки | 18      | 5                  | 10               | 3                    |
| Жінки    | 27      | 11                 | 9                | 7                    |
| Разом    | 45      | 16                 | 19               | 10                   |